# The New Cities
The New Cities ist eine 2005 gegründete kanadische Electronica/Synthpop/Rockband aus Montréal.

## Bandgeschichte
The New Cities gründete sich 2005 um den Sänger David Brown. Die restlichen Mitglieder sind Christian Bergeron (E-Gitarre), Julien Martre (Bass, Hintergrundgesang), Nicolas Denis (Synthesizer), Philippe Lachance (Synthesizer), und Francis Fugère (Schlagzeug). Nach einer selbstproduzierten Extended Play 2007 unterschrieb die Band einen Vertrag mit Sony Music. 2009 veröffentlichte die Band ihr Debütalbum Lost in the City Lights mit den Singleauskopplungen Dead End Countdown und Leaders of the Misled. Produziert wurde das Album von Greig Nori (Sum 41) und Aex McMahon. 2011 folgte Kill the Lights, das von der Band und Blake Healy (ex-Metro Station) produziert wurde.

## Musikstil
The New Cities ist eine Electropunk-Band mit deutlichen Einflüssen aus der Popmusik. Die Musik ist vergleichbar mit Metro Station und Forever the Sickest Kids.

## Diskografie

### Alben
- 2007: The New Cities EP (Eigenproduktion)
- 2009: Lost in the City Lights (Sony Music)
- 2011: Kill the Lights (Sony Music)

### Singles
- 2009: Dead End Countdown (Lost in City Lights; CA: Gold)[3]
- 2009: Leaders of the Misled (Lost in City Lights)
- 2010: Hypertronic Superstar (Lost in City Lights)
- 2011: Heatwave (Kill the Lights)
- 2011: The Hype (Kill the Lights)
- 2012: Mugshot (Kill the Lights)
- 2013: The New Rule (Kill the Lights)

## Musikvideos
| Jahr | Titel                 | Regisseur(e)                      |
| ---- | --------------------- | --------------------------------- |
| 2009 | Dead End, Countdown   | Jonathan Desbiens                 |
| 2009 | Leaders of the Misled | Jonathan Desbiens                 |
| 2010 | Hypertronic Superstar | Frank Borin                       |
| 2010 | Looks Minus Substance | Jonathan Desbiens und David Brown |
| 2011 | Heatwave              | John Poliquin                     |
| 2011 | The Hype              | John Poliquin                     |
| 2012 | Mugshot               | Colin Minihan                     |
| 2013 | The New Rule          | MatCyr                            |

## Auszeichnungen und Nominierungen
SOCAN
- 2010: in der Kategorie „POP/Rock“ (Gewonnen).[4]

ADISQ
- 2010: in der Kategorie „Englisch Album des Jahres“ (Nominierungen).[5]

Juno Awards
- 2010: in der Kategorie „Neuen Band des Jahres“ (Nominierungen).

MuchMusic Video Awards
- 2012: in der Kategorie „Post-Production of the Year“ (Nominierungen).
- 2009: in der Kategorie „Post-Production of the Year“ (Nominierungen).

Canadian Radio Music Awards
- 2010: in der Kategorie „Best New Gruppe oder Solo-Künstler des Jahres (HOT AC)“ (Nominierungen).
- 2010: in der Kategorie „Best New Gruppe oder Solo-Künstler des Jahres (CHR)“ (Nominierungen).